# Tron (film)
Tron – amerykański film fabularny z roku 1982, należący do klasyki filmów science fiction. W rolach głównych wystąpili Jeff Bridges i Bruce Boxleitner. Reżyserem oraz autorem scenariusza jest Steven Lisberger, bazując na zarysie autorstwa Lisbergera i Bonnie MacBird. W filmie wystąpili również David Warner, Cindy Morgan i Barnard Hughes.
Główny wątek fabularny opiera się na historii programisty, który zostaje przetransportowany w świat oprogramowania komputera mainframe, gdzie porozumiewa się z różnymi programami w celu powrotu do świata rzeczywistego.

## Obsada
- Jeff Bridges –
  - Kevin Flynn,
  - Clu
- Bruce Boxleitner –
  - Alan Bradley,
  - Tron
- David Warner –
  - Ed Dillinger,
  - Sark
  - Program Główny (głos)
- Cindy Morgan –
  - Lora,
  - Yori
- Barnard Hughes –
  - dr. Walter Gibbs,
  - Dumont
- Dan Shor –
  - Ram,
  - Roy Kleinberg
- Peter Jurasik – Crom
- Tony Stephano –
  - Peter,
  - sierżant Sarka
- Craig Chudy – Wojownik 1
- Vince Deadrick Jr. – Wojownik 2
- Loyd Catlett –
  - Conscript 1,
  - Video Game Cowboy
- Michael Dudikoff – Conscript 2
- Gerald Berns – Strażnik 1
- Bob Neill – Strażnik 2
- Ted White – Strażnik 3
- Mark Stewart – Strażnik 4
- Michael Sax – Strażnik 5
- Tony Brubaker – Strażnik 6
- Richard Bruce Friedman – Video Game Player
- Rick Feck – Chłopiec w grze Video
- John Kenworthy – Chłopiec w grze Video

## Fabuła

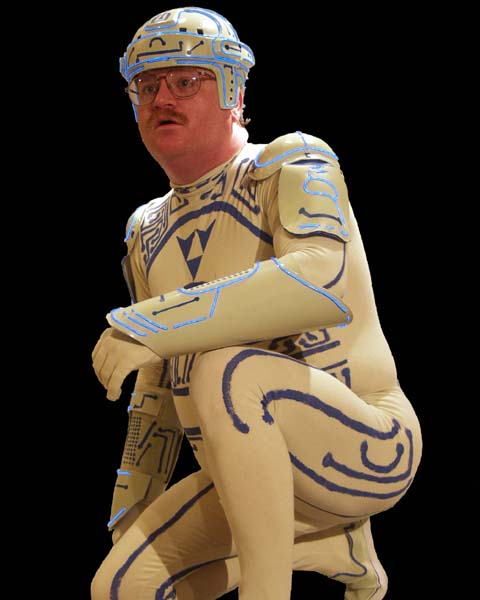
Fan przebrany w strój z filmu „Tron”

Film przedstawia komputerowego włamywacza, który zostaje zdematerializowany i przeniesiony do wnętrza komputera. Okazuje się, że wnętrze maszyny rządzi się podobnymi prawami jak nasza cywilizacja. Rządy sprawuje główny program komputerowy – zachowując się jak dyktator – rozkazuje wszystkim pozostałym programom i jednostkom komputera. Włamywacz, jako autor niektórych części systemów, w którym został zamknięty, próbuje zastąpić program główny przez osobiście stworzonego Trona. Akcja przeplata się wątkami rzeczywistymi i wirtualnymi, często w zaskakujący sposób prezentując porównania rzeczywistego realnego świata do komputerowego.
Film stanowi kamień milowy w historii animacji komputerowej. Przełomowe dzieło ze studia Walta Disneya, w którym akcja mierzona jest w mikrosekundach. Flynn (Jeff Bridges) komputerowy włamywacz stara się udowodnić kradzież swojej pracy. Włamuje się do głównego komputera swego dawnego pracodawcy, gdzie okazuje się, że został wciągnięty do środka urządzenia. Tam musi stoczyć walkę o życie w mrożącej krew w żyłach grze komputerowej. Jego przeciwnikami są wojownicy wykreowani przez najnowszą technologię, a sprzymierzeńcem Tron (Bruce Boxleitner) – specjalny program zabezpieczający.

## Realizacja
Produkcja filmu Tron rozpoczęła się w 1976 roku, kiedy Lisberger zafascynował się wczesną grą komputerową Pong. Razem z producentem Donaldem Kushnerem postanowił stworzyć studio animacyjne do stworzenia animowanego filmu Tron. Do promocji studia Lisberger i jego zespół stworzyli trzydziestosekundową animację odsłony tytułowego bohatera, nazwanego „Tron”.
Lisberger zdecydował się jednak na użycie żywych aktorów przed kamerą wraz z animacją komputerową do stworzenia pełnego filmu.
Po kilku nieudanych próbach w kilku studiach, projekt filmu został przyjęty pozytywnie przez studio Disney.
Film Tron miał premierę 9 czerwca 1982 w 1 091 kinach w Stanach Zjednoczonych. Uzyskał on pozytywne recenzje od krytyków, którzy chwalili grę aktorską i scenę graficzną, ale nie byli zbyt przychylni fabule. Film był sukcesem pieniężnym, zdobywając ponad 33 miliony dolarów w Stanach Zjednoczonych (około 74 miliony dolarów w przełożeniu na rok 2010). Tron otrzymał nominacje za Najlepsze Kostiumy i Najlepszy Dźwięk podczas 55. ceremonii wręczenia Oscarów oraz, 14 lat później, Nagrodę za Osiągnięcia Techniczne. Z czasem Tron stał się filmem kultowym kreując własną markę, zawierającą kilka gier komputerowych, komiksy i kreskówkę. Film doczekał się kontynuacji, Tron: Dziedzictwo, nagranej przez Josepha Kosinskiego wydanej 17 grudnia 2010. Na podstawie filmu powstała gra komputerowa oparta na wolnej licencji – Armagetron Advanced.

## Efekty specjalne
W filmie zastosowano połączenie kilku technik trickowych które umożliwiły stworzenie wrażenia przebywania we wnętrzu komputera. Dzięki optycznej technice backlit animation (podświetlaniu obrazu) uzyskano efekt „neonowego” wyglądu postaci. Nowatorskie, uważane wówczas za niemożliwe w takiej skali do wykonania efekty oparte na animacji komputerowej (dla której nie używano nawet nazwy CGI, wymyślonej kilka lat później), zajęły aż 15 minut czasu ekranowego. Cyfrową animacją w całości wykreowano m.in. podróż do wnętrza komputera, wyścigi motocykli Lightcycle, statek Sarka, statek Solar Sailer, latające i jeżdżące pojazdy w świecie komputerowym, twarz MCP (Master Control Program) i postać Bita.
Należy podkreślić, że stosowana na początku lat 80. XX wieku cyfrowa animacja w niczym nie przypominała dzisiejszego sposobu kreacji cyfrowego obrazu. Każdą klatkę renderowano oddzielnie, a następnie rejestrowano za pomocą kamery filmowej wprost z monitora CRT. Dodatkowo każdą klatkę animacji rejestrowano kilkukrotnie, używając kolorowych filtrów.
Pomimo zastosowania cyfrowej animacji, jej łączenie z ujęciami aktorskimi (nakręconymi wyjątkowo na taśmie czarno-białej) musiało zostać wykonane tradycyjnymi metodami fotochemicznymi, opartymi na maskowaniu obrazu i wielokrotnej ekspozycji z użyciem kopiarki optycznej. Ówczesna technologia wykluczała bowiem cyfrową kompozycję obrazu filmowego. Nałożenie aktorów na sztuczne tło wymagało użycia od 12 do nawet 30 tzw. masek, które izolowały wybrane elementy kadru (wliczając realizację efektu „backlit”). Łączna liczba masek użytych do połączenia ujęć aktorskich ze sztucznie stworzonymi tłami wyniosła ok. 600 tys. sztuk. Za ich produkcję odpowiadała 450-osobowa ekipa z tajwańskiego studia Cuckoo's Nest. Tego typu efekty zajęły 53 minuty czasu ekranowego.
Nie wszystkie ujęcia cyfrowego świata były wykreowane za pomocą komputerów. Korzystano również z tradycyjnej animacji rysunkowej, imitującej obrazy cyfrowe. Animację rysunkową można zauważyć między innymi w scenach wizji Cyberprzestrzeni po zniszczeniu Master Control Program, w sekwencji bitwy na dyski, a także w krótkiej scenie pojawienia się pajączków tropiących Grid Bugs. Jeff Bridges został zarejestrowany przez kilka zsynchronizowanych ze sobą aparatów fotograficznych. Mimo zastosowania tak nowatorskiej techniki, jak CGI, film nie był nominowany do Oscara. Jak wspominał reżyser Steven Lisberger w dodatkach DVD do filmu, fachowcy z branży mieli nikłe pojęcie o cyfrowej animacji, a mimo to uznali, że efekty do filmu to bardziej zasługa komputerów niż ludzi.

## Nawiązania
- W komiksie Silver Surfer (vol. 8) #1 (marzec 2016) jeden z Hordaksów po wykradzeniu ziemskiej kultury przybiera postać z Trona[4].
- W filmie animowanym Ralph Demolka w internecie (2018), jednym z automatów do gier w salonie gier wideo pana Litwaka jest Tron[5]. Richard Moore, jeden z reżyserów filmu, wyraził chęć umieszczenia cameo postaci z filmu już w 2016 roku[6].